# Wringin Agung (Doro)
Wringin Agung is een bestuurslaag in het regentschap Pekalongan van de provincie Midden-Java, Indonesië. Wringin Agung telt 3521 inwoners (volkstelling 2010).